# John Taylor (Schwimmer)
John Robert Taylor (* 25. Januar 1884; † 22. Oktober 1913 in Rotherham) war ein britischer Schwimmer.

## Karriere
Taylor nahm 1908 an den Olympischen Spielen in London teil. Im Wettbewerb über 100 m Rücken qualifizierte er sich zunächst als Sieger seines Vorlaufs für das Halbfinale und schied dort als Dritter aus. Eine erneute Teilnahme vier Jahre später in Stockholm, musste er kurzfristig aufgrund privater Verpflichtungen absagen. Der Brite starb 1913 im Alter von nur 29 Jahren.